# كلاريس كينيدي
كلاريس كينيدي (بالإنجليزية: Clarice Kennedy) هي عالمة عنكبوتيات ‏ أسترالية، ولدت في 4 سبتمبر 1910 في Double Bay ‏ في أستراليا، وتوفيت في 1998 في سيدني في أستراليا.

## روابط خارجية
- كلاريس كينيدي على موقع النتائج التاريخية لألعاب القوى الأسترالية (الإنجليزية)
- كلاريس كينيدي على موقع اتحاد ألعاب الكومنولث (مؤرشف) (الإنجليزية)